# 서양 중세 음악
중세 음악은 중세시대 유럽의 음악을 말한다.

## 로마네스크 음악
본래 중세 유럽의 미술, 특히 건축양식에 대해 쓰이는 '로마네스크'라는 말을 음악사상(音樂史上)의 개념으로 사용하는 것은 중세 후기의 '고딕 음악'이라는 개념의 사용보다도 더 드물며, 실제로는 좀처럼 음악과 구체적으로 대응시키기 어려운 것이다. 그럼에도 불구하고 로마네스크 정신을 가장 단적으로 나타내고 있는 것, 즉 그리스도교적 중세를 대표하는 교회당 양식의 이미지와 그레고리오 성가나 초기 다성음악(多聲音樂), 트루베르나 미네젱거 등 통속음악과의 내적인 연결을 그대로 보아넘길 수는 없다. 로마네스크라는 용어는 영어의 '로마적'이라는 뜻으로 쓰이고 있으며, 유럽 여러 나라에 따라서 약간의 차이가 있기는 하나 약 10세기 말부터 12세기 사이에 있었던 로마 건축의 기술을 채택한 예술양식에 대하여 사용되고 있다. 이 양식과 실제의 음악을 대응시키고자 하는 시도는, 이 시기를 대표하는 그레고리오 성가나 교회 다성음악, 통속음악 등을 구체적으로 탐구한 뒤에 이루어져야 하는 것으로 생각되고 있다.

## 초기의 교회 음악
교황 그레고리오 1세 (604년 사망)에 의하여 성가가 일단 통일되기 이전에 이미 교회 성가는 몇 세기에 걸친 발전이 있었다. 멀리는 예수 그리스도와 사도(使徒)의 시대까지 소급되나 그 여러 단계를 살펴보면 헤브라이적 기원과 그리스적 기원을 원천으로 하여, 로마의 음악과 비잔티움의 영향을 받아 발전하였으며, 그 가운데에 시리아나 이집트의 요소도 융합하고 있는 일종의 혼합문화였다. 초기 기독교인들이 노래로 기원하기 시작한 것은 유태의 교회(시나고그)로부터였다. 중세 초기의 기독교 음악이 유대교 예배음악의 여러 형식 가운데에서 자라왔다는 사실은 구약성서에도 명백히 나타나 있다. 그때 음악만이 다른 예술과는 달리 예배에 채택되어 불가결의 것으로 생각되었다. 초기 기독교도의 대부분은 유대인이었다. 그러나 헤브라이인이 예배에 사용한 음악을 오늘날 실음(實音)으로서 알 수는 없다. 여러 자료를 연구한 결과 명백해진 것은, 다윗의 시편을 노래한 것이 헤브라이 교회음악의 주요 부분이었다는 점과 초기 그리스도교가 그것을 예배 속에 채택하였다는 점, 시편의 가창형식(歌唱形式)으로서 사제에 의한 독창, 회중에 의한 응창, 가창자가 둘로 나뉘어서 번갈아가며 노래하는 교창(交唱)의 세 가지가 있었다는 점, 시편 이외에 복음서의 송가(頌歌), 초대의 산문적 찬가, 음률적인 유절(有節)의 찬가가 있었다는 점 등이다. 악기는 대개의 경우 쓰이지 않은 것으로 생각된다. 그리스음악과의 관계는 주로 그 이론면에 영향을 주고 있다. 고대 그리스의 선법(旋法)이 비록 완전히 형태를 바꾸고 있기는 하나, 이렇게 하여 교회선법으로 계승하여 간다.

### 비잔티움
313년에 밀라노 칙령으로 기독교가 공인되면서, 콘스탄티누스 대제는 이교적인 분위기의 색채가 짙은 로마를 떠나 고도(古都) 비잔티움에 도읍을 정하고(328년), 그 곳을 기독교화하여 콘스탄티노플이라고 개명하였다. 이 때부터 동방 정교회의 비잔티움식 전례가 서방의 로마 가톨릭교회와 별도로 정착되어 그리스어로 노래되는 별도의 전례가 생겼다.

### 성 암브로시우스
'서구 교회음악의 아버지' 등으로 불리는 밀라노의 주교 성 암브로시우스가 초기 교회음악의 발전에 이바지한 공적은 크게 두 가지로 나누어 생각할 수 있다. 하나는 이미 서쪽에도 있었던 합창적인 시편가이외에 시리아나 히브리 전통에서 유래한 교창적 창법을 채택했다는 점이며, 또 하나는 암브로시우스 찬가를 창작하여 서방 교회음악의 기초를 굳힌 점 등이다. 그의 작품으로는 <Deus Creator Omnium>(모든 것의 창조자 하느님) 등이 있다. 이러한 노래는 오늘날까지 가톨릭교회에서 노래되고 있으며, 그 중에서 몇 개는 루터 등에 의하여 개신교로 계승되어 현재도 독일 코랄 속에 들어 있다. 암브로시우스 찬가의 특징 중 하나는 악센트의 취급에 있다고 하겠다. 고대의 단순한 민요풍의 멜로디를 취함과 동시에 히브리, 시리아계의 악센트에 따른 새로운 운율해석을 여기에 결부시켜 새로운 종교적 태도를 확립시켰던 것이다.

### 성가

#### 밀라노 성가
성 암브로시우스의 운동에 의하여, 밀라노의 교회는 오늘날에 이르기까지 로마 전례와 상당히 차이가 있는 암브로시우스 전례를 가지고 있으며, 또한 이에 따른 암브로시우스 성가가 전해지고 있다. 그레고리오 성가보다 오래된 로마 성가의 모습을 부분적으로 전하고 있다고 하겠다.

#### 그레고리오 성가
그레고리오 성가는 로마 가톨릭교회의 대표적 전례양식인 로마 전례의 단성 성가로서, 6세기부터 현재에 이르기까지 쓰이고 있다. 이름은 교황 그레고리우스 1세 때에 집대성되었기 때문에 부여되었다. 이 성가는 미사전례와 일신동체를 이루고 있으므로 전례와 분리시켜서 음악만을 생각할 수는 없다. 기보법(記譜法)은 네우마로 기록한다. 조성(調性)은 8개의 교회선법을 원칙으로 한다. 그레고리우스 교황은 성가 가수와 합창장을 교육시킨 후 각지의 교회로 파견하여 그레고리오 성가의 보급에 힘썼다.

#### 교회선법
그레고리오 성가는 일반적으로 8개의 교회선법을 기초로 하여 만들었는데, 각 선법의 명칭은 모두 고대 그리스의 선법 이름을 계승했지만, 이론적인 면에서는 일치되지 않았다. 예를 들면 도리아 선법의 경우 고대 그리스에서는 낮은 미부터 미까지의 옥타브를 의미하나, 중세에 이르러서는 낮은 레부터 레까지의 옥타브를 의미한다. 이 8개의 선법은 고대 그리스 종족의 이름인 도리아, 프리지아, 리디아, 믹소리디아의 4개 정선법과 이 명칭에 히포(hypo)를 붙인 히포도리아, 히포프리지아, 히포리디아, 히포믹소리디아의 4개 변격선법으로 구성되어 있다.
단선율 성가에는 다시 네 개의 선법이 그때그때 추가로 사용되었다. 즉 A음을 종지음으로 하는 에이올리아 선법과 히포에이올리아 선법 그리고 C음을 종지음으로 하는 이오니아 선법과 히포이오니아 선법이다. 이들 네 개의 선법은 16세기에 이르기까지 교회로부터 인정을 받지 못했으나 뮤지카 픽타가 사용되자 그 결과 자연히 발생하였다. 예컨대 제1선법과 제2선법에 있어서 B음의 사용은 d단조라는 자연단음계를 낳았고, 제5선법과 제6선법에 있어서는 B음의 사용은 F장조를 낳기에 이른 것이다.
교회선법의 이론은 실제 그레고리오 성가에 적용되었으나 옥타브를 넘거나 선율과 종지음이 불일치 하는 등 예외의 경우도 있었다.

#### 네우마
그레고리오 성가의 음표를 네우마라 부른다. 네우마는 1음 또는 2음 이상의 음의 무리(群)를 말하며, 음의 상대적인 높이나 리듬, 뉘앙스를 나타내는 기보법(記譜法)이나 그 해독법은 지금도 학자들 사이에서 많은 견해 차이를 보이고 있다.
네우마의 형태는 크게 옛 것과 새 것으로 나뉜다. 옛 네우마는 9~10세기에 이르러 크게 발전하였으나 12세기부터 실전되어 그 해석이 동일하지 않다가 19세기 말부터 솔렘 수도원의 복구운동에 의하여 기호학의 연구대상이 되었다. 새 네우마는 옛 네우마를 바탕으로 성장하여 20세기에 고정된 네 줄 체계의 기보법을 가리킨다.

#### 부속가와 트로푸스
스위스의 쟝 갈렌 수도원의 도서관에는 지금도 그레고리오 성가에 관한 귀중한 사본이 많이 보존되어 있어 방문하는 사람에게 깊은 감명을 준다. 이 수도원의 수도사 노토켈(840경-912)은 새로운 음률에 의한 부속가(Sequentia, 세쿠엔치아)의 텍스트 가운데에서 가장 오래되고 가장 중요한 작자의 한 사람으로 알려져 있다. 부속가 독송(讀誦)은 처음에는 유빌루스라고 불리는 알렐루야의 맨 끝인 '야'에 붙는 장대한 멜리스마 자체에 붙는 방식이었으나, 10세기 초엽부터는 1음절에 대해 1음표적인 것을 즐겨 사용하는 경향이 생겨나서 멜로디도 새로 만들게 되었다. 트로푸스 삽입구(揷入句)도 9-13세기의 로마 교회의 전례성가(典禮聖歌)에 삽입된 멜로디로서, 모두가 음악과 서정시를 결부시켜 교회음악으로 사용하는 시도의 시초가 되었다. 이후 부속가의 범람에 대하여 고민하던 로마 가톨릭교회의 트리엔트 공의회에서 전례 내에서의 부속가의 사용을 예수 부활 대축일의 Victimae paschali(파스카의 희생께), 성령 강림 대축일의 Veni Sancte Spiritus (성령이여 오소서), 성체 성혈 대축일의 Lauda Sion (시온이여 노래하라), 그리고 장례미사의 Dies Irae (죽음의 날)로 한정하였다. 이후 성모 신심의 증가로 1727년에 Stabat Mater Dolorosa (슬픔의 성모)가 추가되었다.

### 성무일과의 음악
기독교의 음악적 의식에서 가장 오래된 부분이며, 하루를 여러 시간으로 나누고 그 시간에 올리도록 정해진 기도로서, 오피치움이라고도 한다. 새벽의 조과(朝課), 하루의 제1시과(第1時課)인 상오 6시, 제3시과인 상오 9시, 제6시과인 정오, 제9시과인 오후 3시, 일몰의 만과(晩課), 그리고 종과(終課) 등으로 정해져 있다. 최근의 전례헌장(典禮憲章)에 따라 성무에 약간의 개정이 있으나 음악적인 내용은 시편송(詩篇誦)이 중심이며, 만과는 저녁의 기도로서 특히 중요하다. 후세에 작곡된 복음악적(複音樂的)인 교회음악의 큰 부분을 차지하는 모테토는 원래 이 성무일과에 쓰기 위하여 만들어진 것이다. 시편송은 오랜 유대의 창법(唱法)인 2개의 코러스가 대화를 나누듯이 번갈아 부르는 '교창(交唱)'과, 독창에 대하여 코러스가 응답하는 '응창(應唱)'이라는 형태에 따라 노래불리었다.

## 정량 음악
13세기에 들어서면서 시가(時價)를 잘게 정한 정량악보가 나타나 17세기경까지 쓰였다. 정량악보에 의한 기보법을 정량기보법이라 하며, 정령기보법으로 쓴 음악을 정량음악이라고 한다. 13세기 중엽의 이론가로 서부 독일 쾰른의 성 요한 수도원의 수도사였던 프랑코는 중요한 논문 <정량음악론>을 1260년경에 저술하여 정량기보에 관한 이론서를 남겼다. 그보다 앞서 1035년경에는 이탈리아 아베라나의 성(聖) 크로체 수도원 원장인 구이도 다렛초(Guido d'Arezzo, 990경-1050)가 <성요한의 찬가>의 멜로디 가운데서 각 행의 개시음인 6실라블 우토, 레, 미, 파, 솔, 라를 헥사코드(6개의 음으로 된 온음계적 음계)의 각 음에 할당시켜 시창(視唱)하기 쉽도록 시도하였다. 이와 같이 해서 마련된 '계이름'은 16세기경에 와서 '우도'가 부르기 쉬운 '도'로 변하였고, 17세기경에는 제7음인 '시'가 추가되어 오늘날과 같은 도, 레, 미, 파, 솔, 라, 시, 도의 계이름이 되었다. 구이도는 또 4선보(四線譜)를 고안하여 음높이를 보다 정확하게 표현하려고도 시도했다. 그의 주요 저작인 <미크로로고스>는 이 시대의 음악교수법을 전하는 것으로 중요하다. 음의 높이를 규정하는 음표기호도 구이도가 처음으로 고안한 것이라 한다. 음계 중의 반음이 그 선 아래에 있음을 나타내며 처음에는 E음선(빨강)이, 다음에는 C음선(노랑)이 쓰였으나, 구이도는 이 두 선에 흑백의 두 선을 더하여 4선으로 하였다. 음이름을 문자로 표시하기는 고대 그리스에서 이미 시행되고 있었으나, 중세 초기에 비잔티움 교회의 영향으로 알파벳을 온음계의 음계이름으로 쓰기 시작하였다. 보에티우스(A. M. S. Boethius, 480-524)의 기보법으로는 A부터 P까지의 15자(J를 제외)를 그 옥타브에 해당시키나, 클루니(O. D. C. Cluny, 879-942)는 오늘날과 같은 A에서 G까지의 글자를 쓰는 것으로 개정하여 B(내림 )와 H(B)의 구별도 분명히 하였다. 그것을 이어받아 구이도가 현행 음계이름의 기호를 만들었던 것이다.

### 아르스 노바와 아르스 안티쿠아
14세기의 이론가 필립 드 비트리(1291-1361)가 1323년경 <아르스 노바>라고 하는 정량기보에 관한 논문을 썼을 때 그 표제가 프랑스의 비트리, 이탈리아의 지오반니 다 카샤, 야코포 다 볼로냐 등의 14세기 전반의 음악을 '아르스 안티쿠아'와 대조시켜 부르게 되었던 것이다. 후에 와서는 14세기의 음악에 나타난 새로운 경향, 즉 다성악과 세속적 멜로디가 결부된 마드리갈레, 발라타, 카치아의 섬세하고 우아한 예술을 창조하게 되었다. 따라서 프랑스의 마쇼, 이탈리아의 란디노, 부르군트의 뒤파이 등도 포함되며 이것은 이탈리아의 초기 르네상스 감각을 이미 예시한 것이라 하겠다. 그리고 이러한 가곡들은 이윽고 정묘한 기악반주로 장식된다. '낡은 예술'이란 뜻을 지닌 아르스 안티쿠아라는 말은 14세기의 이론가들이 자기들의 새로운 예술 아르스 노바(Ars Nova)에 대응시켜 13세기 말의 음악을 약간 모멸적으로 부른 것이다. 오늘날에 와서는 노트르담 악파를 중심으로 하는 13세기의 음악 전체를 가리키며, 초기의 복음악(複音樂)과 정량이론(定量理論), 정량기보법(定量記譜法)의 발달이 아르스 안티쿠아의 두 가지 큰 과제가 되었다.

### 정량 음표
13세기의 아르스 안티쿠아의 음악은 리듬정형으로 정률화(定律化)되어 있었다. 그것이 14세기의 아르스 노바에서는 개개 음의 장단을 음표의 형태로 구체적으로 표시하는 정량음표가 출현하여 그 음표로 정량기보법이 시작되었다. 처음의 흑표(黑符)시대의 맥심, 론거, 브레비스, 세미브레비스, 미니마에, 백표(白符)시대에는 세미미니마, 푸사, 세미푸사도 추가되었다. 여기에 싱코페이션, 점, 색표(色符)가 병용되어 기보법도 점점 복잡해졌다. 그러나 박자표의 지시가 없으므로 음의 움직임으로 리듬을 정해야만 한다. 아르스 안티쿠아의 리듬은 기독교의 삼위일체를 상징하는 3의 숫자를 중히 여기는 경향을 받아 3박자가 원칙이었으므로 항상 3으로 나뉘었으나 이 시기에는 2분할도 전적으로 동등하게 쓰이게 되었다. 각 성부의 리듬의 독립을 중히 여겨 악센트의 주기적인 반복을 피하는 르네상스기 플랑드르 악파의 폴리포니에서 정량음악의 전형이 나타나게 된다. 아무튼 이 시대의 음악을 현대음악의 박자, 리듬의 관념, 2박자는 셈·여림·셈·여림, 3박자는 셈·여림·여림이라는 관념으로 연주하는 것은 근본적으로 음악을 왜곡하는 것이므로 주의해야 한다.

## 고딕 음악
그레고리오 성가로 대표되는 로마네스크 음악을 중세음악의 제1단계라 하면 복음악, 즉 폴리포니로 대표되는 고딕 음악은 중세음악의 제2단계를 가리킨다고 하겠다. 그러나 로마네스크 양식(樣式)의 경우와 마찬가지로 시대 양식을 음악에 적용시킬 경우 약간의 무리도 있어 프랑스, 독일, 이탈리아, 영국, 네덜란드 등 여러 나라에 따라 그 발전은 일정하지 않으나, 대략 13세기 후반부터 15세기 전반에 이르는 시기를 일반적으로 가리키고 있다. 13세기의 아르스 안티쿠아와 14세기의 아르스 노바를 모두 지니고 있기는 하나 고딕의 정신은 노트르담 악파 및 이에 계속되는 아르스 안티쿠아로 대표된다. 고딕예술과 폴리포니는 중세후기의 신학, 철학, 시예술을 지배했던 스콜라파의 엄격한 질서를 존중하는 정신의 산물로 생각된다. 파리 노트르담, 랭스, 루앙, 쾰른의 장려한 고딕 양식의 대성당, 13세기의 레오누스와 페로티누스 등 파리 악파의 다성악(多聲樂), 네덜란드 악파의 대담하고 복잡한 복음악적 구성기법, 그리고 토마스 아퀴나스, 알베르투스 마그누스, 보나벤투라 등 스콜라파의 신학과 철학, 단테의 <신곡(神曲)> 등이 지니는 우주적인 세계, 이들에게서는 서로 상통되는 정신의 지향(志向)을 느낄 수 있다. 고딕 대성당의 위풍당당한 외관이나 스콜라 철학의 위대한 체계와 흡사한 정신력은 새로운 다성의 모테토에 단적으로 나타나 있다. 중세의 스콜라적 사고방식으로는 음악은 7학과 중에서 수학의 부류인 4과, 즉 산술, 기학, 천문, 음악의 하나로 손꼽히고 있었다. 12세기 이후에는 유럽 각지에 대학이 설립되었으며, 파리, 옥스포드, 볼로냐, 파도바, 프라하 등 큰 대학에서는 철학부의 한 교과로 채택되어 학사학위를 획득하려면 반드시 음악을 이수하여야만 했다.

## 다성 음악의 기원
고딕 시대는 서양음악사상 가장 큰 사건이 일어난 시기라고 할 수 있겠다. 즉 다성음악(polyphonie, 복음악, 폴리포니)의 발생이 그것이다. 초기 폴리포니의 기원에 대해서는 오늘날에도 그 정설(定說)이 일정치 않으나
1. 악기에서 발생하는 자연배음(自然倍音)을 알아차린 것이 아닐까,
2. 노래부를 때 테너와 베이스와는 음넓이가 다르다는 점,
3. 제쿠엔치아에서 볼 수 있는 동일악구(同一樂句)의 5도상의 반복이 동시에 불림으로써 발생한 것이 아닌가

하는 등의 여러 설(說)이 주장되고 있다. 현존하는 가장 초기의 폴리포니 형태의 실례는 9세기 말의 이론서 <무지카 엔키리아디스>에서 볼 수 있는 오르가눔으로서, 그레고리오 성가를 상성 정한가락(上聲定旋律)으로 하여 5도 또는 4도의 병행진행을 곁들인 것이다. 또 데샨이라고도 하는 디스칸투스 스프라 리브룸이라는 것은, 그레고리오 성가의 성가본에 적힌 멜로디를 테너로 하여 거기에 즉흥적으로 대위성부(對位聖部)를 노래하는 중세의 가창법이다. 하나의 주된 가락에 대하여 그 3도 아래에 대한 가락을 붙여 부르는 지메르라고 하는 복음악이 10세기경부터 영국에 나타났는데, 유럽 대륙의 4도, 5도의 병행 오르가눔에 비하여 보면 흥미가 있다.

### 오르가눔
9-13세기 사이에 성행하였던 초기의 다성음악으로서, 그레고리오 성가의 멜로디에 하나 또는 그 이상의 대성부(對聲部)를 곁들인 것이다.

### 모테토
12세기의 메리스마적인 2성 오르가눔이 리듬 정형화한 것을 크라우즐라라고 하였으나, 13세기 초에 이 크라우즐라에서 정한가락의 바로 상성부의 두푸름이 원래 모음창법으로 노래되었던 것이 이 성부에 가사를 붙여 그 성부를 모테투스라고 부르게 되었고, 또한 그와 같은 성부를 포함한 악곡 전체를 모테토라고 하게 되었다. 그 전형적인 형태는 오르가눔과는 달리 엄격한 리듬정형을 지니며, 테너에 그레고리오 성가의 메리스마적 멜로디의 1부분을 리듬정형의 어느 하나에 맞추어 사용했다. 어느 단선성가(單旋聖歌)를 썼는가는 성가의 첫머리 몇 마디(이것을 incipit라 하였다)를 적어 표시하였다. 테너가 악기로 연주되기도 했으며, 상성부위 가사는 최초에는 테너의 일부에 지나지 않았으나, 점차 테너에서 독립하여 다른 말, 상반되는 뜻의 내용을 지닌 가사, 종교적 가사와 세속 가사가 동시에 불리는 형상을 낳았다. 그러나 각 성부가 이와는 다른 가사, 다른 리듬정형을 지님으로써 개개 성부의 독립성이 강조되었고, 폴리포니의 발전을 촉구하였다.

## 노트르담 악파
12세기 후반에서 13세기에 걸쳐 파리 노트르담 대성당의 스콜라 칸토룸을 중심으로 번성한 폴리포니의 악파로서, 대성당의 고딕 건축양식과 호응하여 생겨난 것이다. 당시 '오르가눔의 최량의 거장(巨匠)'이라고 한 합창장 레오니누스(12세기 중엽에 활약)는 교회력(敎會曆)에 의한 1년간의 전례용곡 <마누스 리베르 오르가니>(2성의 오르가눔 대곡집)를 편집하였다. 이어서 '콘둑투스의 최량의 거장'이라 불렸던 그의 후계자 페로티누스는 레오니누스의 곡집을 재편집하고, 또한 3성부, 4성부를 추가하여 초기 복음악의 발달에 공헌하였다. 그들의 오르가눔 기법은 길게 이어지는 테너에 대하여 상성부가 엄격한 리듬형으로 진행되고, 테너에도 이 리듬형이 쓰이기도 하였다.

## 부르고뉴 악파
14세기의 이탈리아 및 프랑스의 아르스 노바와 15세기 후반에서 16세기에 걸친 플랑드르 악파를 결부하는 15세기 전반에서 후반에 이르는 중요 악파로서 종래는 제1기(또는 초기) 네덜란드 악파라고 하였으나 프랑스 동북부의 부르고뉴 공원을 중심으로 번성하였으므로 이렇게 부르는 편이 보다 적절하다 하겠다. 뒤파이(Guillanme, Dufay 1400경-1474)와 뱅슈와(Gilles Binchois, 1400경-1460) 2대 작곡가가 대표하는 중세의 유럽 대륙과 던스터블이 있는 영국의 수법을 종합하여 폴리포니 양식을 확립하고 새로운 르네상스 음악에의 방향을 제시하였다. 포부르동을 즐겨 사용했다는 점과 랑지노의 마침(終止) 사용, 3도에 바탕을 둔 멜로디의 감각, 팔세토의 사용 등을 들 수 있으며 전체적으로는 여성적인 우아함과 암울한 작풍이 특징이며, 리코더, 비올, 트롬본 등의 악기가 동시에 곁들여 화사함을 더하였다. 곡종으로는 미사곡, 모테토, 마니피카트, 프랑스어의 샹송 등을 들 수 있으며 형식으로는 론도, 비를레, 발라드 등이 사용되었다. 이 악파의 음악은 중세의 종말을 알림과 동시에 다가올 르네상스를 예시하고 있다.
한편 뒤파이는 미사작곡기법을 한층 발전시켰다. 그는 미사의 정한가락에 그레고리오 성가가 아닌 속요(俗謠)를 사용한 최초의 사람이라고도 한다. 미사에서 발전한 제쿠엔치아, 트로푸스는 원래 전례성가이어야 할 미사곡이 점차로 음악적 자유를 누리게 되어 이로 인하여 미사의 속화(俗化)를 초래했기 때문에 트렌토 공회의(公會議)에서 폐지되었다.

## 플랑드르 악파
부르고뉴 지방을 중심으로 작곡가들의 영향을 받아 1450년경부터 1600년에 걸쳐 플랑드르 지방, 즉 현재의 벨기에 남부로부터 북부 프랑스에 이르는 지방에 음악사상 획기적인 대악파가 번성하여 고딕 후기로부터 르네상스 음악으로 옮아간다. 최근까지는 '네덜란드 악파'라는 명칭이 일반적이었으나 오늘날에는 '플랑드르 악파' 또는 악파의 이름으로 부르지 않고 연대로 구분하여 설명하는 음악사도 있다. 제1기의 젊은 오케겜, 오브레히트 등은 4성 텍스처(四聲書法)인 폴리포니를 시도하였다. 다음 제2기에는 죠스캥 데 프레, 그리고 이자크, 피에르 드 라 뤼가 있다. 여기서 한 성부에 정한가락을 두는 수법과는 달리 각 성부가 고르게 모방을 하는 통모방에 의한 마지막 고전적인 폴리포니 양식이 확립되었다. 끝으로 클레멘스 논 파파 및 랏수스에 의하여 성부는 5성, 8성으로 확대되었고 17세기에 이르러 성악 폴리포니는 기악과 극음악에 그 자리를 양보하지 않을 수 없어 쇠퇴하고 말았다. 악종으로는 미사, 모테토가 중심이며 세속곡으로는 프랑스의 샹송, 이탈리아의 마드리갈, 독일의 리트를 들 수 있다.

### 포부르동과 로타
영국에서는 이미 13세기 말에 그 밖의 나라에서 4, 5, 8도만이 협화음(協和音)으로 생각했던 시대에 3도를 협화음으로서 애호하는 풍조가 있었다. 테너의 정한가락에 바탕을 두고 6도나 8도 위에 최고부를, 또 3도나 6도 위에 중간부를 붙여 즉흥적으로 불렀다. 그 뒤 15세기를 통하여 널리 유럽 각지에 있었던 포부르동의 수법은 최고성부에 정한가락을 두고 그 6도 또는 8도 아래에 테너를 두며, 중성부는 최고성부의 4도 아래를 즉흥적으로 불렀다. 플랑드르 악파의 뒤파이나 뱅스와 등이 순수한 포부르동에 약간의 장식을 가하게 되어 이 수법의 절정을 이룩하였다. 로타는 대략 13세기에 만들어졌다고 한다. 유명한 <여름은 오도다>라는 6성의 영국 성악곡은 지금도 알려져 있는 가장 오래된 돌림노래(輪唱)의 카논(로타)으로서, 이것이 발견된 수도원의 이름에서 연유되어 <레징의 로타>라고도 한다.

### 미네젱거와 마이스터징거
미네젱거는 중세 독일의 음유시인을 말한다. 그들의 음악은 주로 단선율로 된 것이며 바르 형식으로 된 것이 많다. 독일의 기사문화(騎士文化)는 게르만적 인생감정과 그리스도교적 신앙, 라틴 문화의 세 가지 요소로 이루어졌으며 '부인에의 봉사', '신에의 봉사', '군주에의 봉사'를 테마로 노래불렀다 그 대표자로는 라인마르 폰 하게나우, 발터 폰 데아 포르겔바이데, 하인리히 폰 모르겐의 세 사람을 들 수 있다. 현재 독일 하이델베르크의 마네세도서관에 소장되어 있는 수사본(手寫本)은 미니어튀이르 장식으로 되어 있어, 색채가 선명하며 중세 로마의 세계를 그대로 펼쳐 보여주고 있다.
한편 독일문학이 성(城)에서 시(市)로, 기사계급에서 시민계급으로 옮겨짐과 동시에 서정시의 면에서는 미네젱거가 도시의 일반 서민들에게 이어져 마이스터게장이 되었으며, 15, 16세기에 성행하였다. 소박한 생활의 노래에 자유로운 리듬의 무반주 단선을 달아 전통적인 바르 형식을 취하고 있는 것이 많다. 마이스터게장을 부르는 마이스터징거의 대표적인 인물은 뉘른베르크의 제화공인 한스 작스이다. 이 노래는 후에 독일민요 속에 파고들었다고 한다.

### 트루바두르와 트루베르
트루바두르는 중세의 세속가요 중에서 악보로 남은 것으로는 가장 오래된 것이라 하며, 남프랑스를 중심으로 10세기 말경부터 13세기경까지 성행하였다. 음유시인(吟遊詩人)이라고도 한다. 발라드나 론도, 비를레 같은 일정한 악곡형식을 갖는 것, 또는 샹송 드 제스트처럼 이야기조의 것이 있으며 후렴을 곁들인 것이 많다. 한편 트루베르는 트루바두르보다 약간 늦게 북프랑스에서 활약한 음유가인(吟遊歌人)을 말한다. 음악은 본질적으로 트루바두르와 다름이 없으며, 그 대표자는 아당 드 라 알이다.

## 대위법
둘 이상의 독립된 성부(聲部)를 결합하는 작곡기법은 초기의 다성악, 오르가눔에서는 테너에 중점을 두고 대성부(對聲部)는 매우 종속적이어서 4도, 5도의 병행으로 나아갔다. 14세기 아르스 노바에 이르러 독립적인 다성부 텍스처(書法)이론으로서의 대위법이 여기에 성립하였다. 4도, 5도의 완전 협화음의 병행진행은 금지되고 3도, 6도가 우위를 차지하게 되며 각 성부가 독립적으로 움직이는 모방양식(模倣樣式)이 확립된다. 이 대위법의 전형적인 작곡기법 악종은 모테토이다. 테너의 정한가락에 각기 다른 가사가 있는 2성부를 동시에 부르는 2중 모테토가 전형적이며 테너와 다른 성부가 동일 리듬형을 반복하는 이소리듬에 바탕을 두고 작곡되어 있다. 아르스 노바의 거장인 마쇼는, 3성의 모테토를 많아 남겨 놓았다. 부르고뉴 악파에서는 4성의 모테토가 표준이 되고 각 성부는 공통의 가사를 지니며 중세 모테토의 2대 특징이었던 다가사성(多歌詞性)과 정한가락의 지배가 상실된다. 영국의 단스타블이나 부르고뉴 악파의 뒤파이에게서 기악반주가 있는 독창 모테토도 볼 수 있다. 계속되는 플랑드르 악파에서는 모테토가 4에서 6성부로 되며, 미사와 더불어 중요 악곡형식이었다. 각 성부가 평등하게 모방에 참가하는 통모방양식(通模倣樣式)이 성립되고 죠스캥 데 프레에 의하여 완성되었다.

## 비잔티움 음악
4세기부터 1453년에 멸망할 때까지 약 1000년 동안 번영하였던 비잔티움 제국은 로마 제국의 전통과 그리스의 고전문화, 그리고 그리스도교의 세 가지 요소가 융합한 가운데 오리엔트 문화를 곁들임으로써 독자적인 문화를 형성하고 서구문화에 계속 영향을 미치고 있었는데 음악 역시 예외일 수는 없었다. 비잔티움 음악의 해독과 연구는 현재의 과제이며 아직도 밝혀지지 않은 점이 많으나, 14, 15세기엔 비잔티움의 성가를 카논의 오드, 단절(單節)의 찬가, 전례가집에 수록된 메리스마적인 노래의 세 가지로 나눌 수 있다. 1300년경에 활약했던 쿡제레스라는 작곡가는 정형화된 메리스마에 대하여 새로운 음표를 만들었으며, 이것이 1400년경에 와서 일반화되었다고 한다.
로마의 가톨릭교회는 비잔티움에서 오르간을 도입하였다고 한다. 오르간의 기원은 매우 오래되어 기원전 수세기에까지 거슬러올라간다고 하겠다. 기원전 265년에 이집트의 알렉산드리아에 살던 크테시비오스라고 하는 사람이, 물의 힘으로 공기를 보내고 손으로 밸브를 열고 닫아 파이프를 울리는 악기, 말하자면 물 오르간 같은 것을 발명하여 '휴드라울루스'라고 하였다. 이 아랍의 기술이 그리스로 전해져 개량되고 비잔티움 문화로 이어졌다.

## 중세의 악기

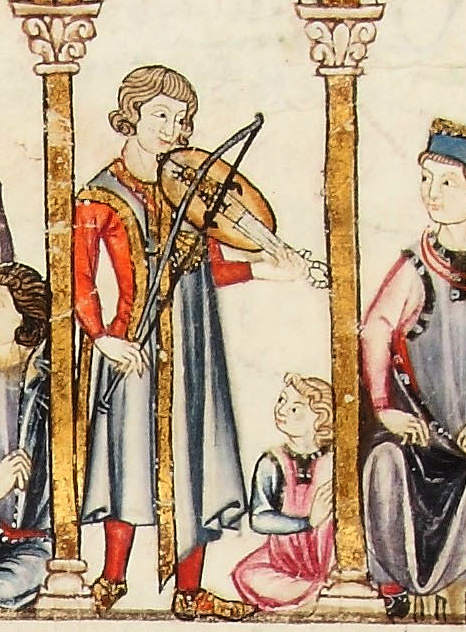
14세기의 중세 문헌에 피들을 연주하는 모습이 나와있다.

중세에는 어떠한 악기가 있었고 연주되었는가를 우리는 당시의 많은 회화나 교회의 조각, 조상(彫像)에 나타나 있는 '주악의 천사'의 모습에서 엿볼 수 있다. 작은 종·탬버린 등의 타악기, 트럼펫·새크배트·본발트·코르넷·플루트·튜바·백파이프 등의 취주악기, 그리고 하프·류트·기타·프살테리움 등의 발현악기(撥絃樂器), 피델·트럼바·비올 등 활로 현을 켜는 것, 소형의 휴대용인 포르타티브 오르간 등과 같은 악기로 천상의 음악을 연주하였고 또는 모테토의 정한가락이 연주되었다. 아르스 노바의 음악에서는 통속성악곡(通俗聲樂曲)이 악기로 화려하게 반주된다. 기악의 가장 오랜 형식의 하나인 에스탄피라고 하는 춤곡도 프로방스 지방에서 발생하여 13, 14세기에 번성하였다.

## 악보 인쇄와 출판사
악보가 인쇄되기 전까지는 작곡가나 필경사의 손을 거쳐 쓰인 악보로 연주하였다. 15세기에 이르러 서적인쇄에서 악보인쇄의 기술이 발전하였고, 1498년 옥타비아노 디 페트루치(1466-1539)가 베네치아 공화국 의회로부터 식자인쇄방식에 의한 악보인쇄의 20년간 특허를 받아 1501년에 모테토, 샹송, 미사, 프로틀러 등 대가의 작품 96곡을 포함한 대집성을 간행하였다. 이것은 <오데카톤>이라고 불리며 가장 오래된 악보 인쇄본으로서 귀중한 자료가 되어 있다. 이렇게 해서 이탈리아에서 비롯된 악보 출판은 1525년경에는 베네치아뿐만 아니라 프랑스의 파리, 안트워프, 뉘른베르크, 아우크스부르크 등 유럽 각지에서 널리 행하게 되었다. 그 결과 도회의 교회나 궁전 같은 특수한 곳에서부터 시인의 가정이나 지방에 이르기까지 급속히 우수한 음악이 퍼져서 음악문화를 비약시켰던 것이다. 독일에서는 종교개혁가인 루터가 때를 맞춰 독일어역 성서와 함께 찬송가집을 인쇄하여 신도들에게 보급시키기에 노력하였다.

## 극음악의 탄생
12세기에 루앙의 대성당에서 제3시의 성무일과가 끝난 다음 그리스도의 탄생에 연유한 '세 사람의 동방박사' 이야기가 주교좌 성당(主敎座聖堂)의 세 사람의 상급 참사회원에 의하여 연출되었다고 한다. 구세주 예수 그리스도의 일생에 관한 이야기는 참으로 극적이며, 탄생, 수난, 부활의 제례(祭禮)는 전례극(典禮劇)의 모체가 되었다. 합창대가 번갈아 부르는 안티포나(交唱)나 신부와 합창대가 응답하는 레스폰소리움(應唱)은 그 자체가 하나의 음악극의 형태를 지니고 있었다. 이리하여 전례극은 교회에서 벗어나 민중극으로의 발전을 도모하게 된다.

## 참고 자료
- 이 문서에는 다음커뮤니케이션(현 카카오)에서 GFDL 또는 CC-SA 라이선스로 배포한 글로벌 세계대백과사전의 박태준(朴泰俊)씨가 쓴  "서양음악의 역사" 항목을 기초로 작성된 글이 포함되어 있습니다.